# Paulette Libermann
Paulette Libermann (* 14. November 1919 in Paris; † 10. Juli 2007 in Montrouge) war eine französische Mathematikerin, die sich vor allem mit Differentialgeometrie und symplektischer Geometrie beschäftigte.

## Leben und Wirken
Libermann wuchs in Paris auf und begann im Alter von 19 Jahren ihr Studium ab 1938 an der „Ecole Normale Superieure des jeunes filles“ (heute der ENS angegliedert) in Sèvres. Da sie während der deutschen Besatzung 1940 als Jüdin kein Lehrerexamen machen konnte, schlug ihr Élie Cartan, einer der führenden französischen Mathematiker, vor, in die Forschung zu gehen. Ab 1942 versteckte sie sich mit ihren Eltern und den beiden Schwestern in Lyon vor den Nazis. Am 3. September 1944 wurde Lyon von der deutschen Besatzung befreit und im selben Jahr machte sie ihr Lehrerexamen und begann zu unterrichten, studierte dann aber 1945 bis 1947 in Oxford und wurde dann aber bei Charles Ehresmann an der Université Louis Pasteur Straßburg 1953 promoviert (Sur le problème d'équivalence de certaines structures infinitésimales, Annali di Matematica Pura ed Applicata 1954), während sie gleichzeitig ab 1947 an einem Mädchengymnasium in Straßburg unterrichtete. Bereits in ihrer Dissertation beschäftigte sie sich mit symplektischer Geometrie (und ihren Blätterungen sowie fast-komplexen Strukturen auf ihnen). Nach Michèle Audin nahm sie dabei spätere Entwicklungen von Michail Gromow und Alan Weinstein vorweg. Danach war sie an der Universität Rennes und ab 1966 Professorin an der Universität Paris-eine der wenigen Mathematikprofessorinnen in Frankreich. Sie war Gastwissenschaftlerin an zahlreichen Universitäten, z. B. Oxford, Berkeley, MSRI, dem nationalen Institut für reine und angewandte Mathematik in Rio de Janeiro und in Argentinien.
Sie schrieb mit Marle ein Lehrbuch über symplektische Geometrie und Mechanik.
1962 hielt sie einen Vortrag auf dem Internationalen Mathematikerkongress in Stockholm (Connexions d´ordre superieure).

## Schriften
- mit Charles-Michel Marle: Symplectic Geometry and Analytic Mechanics. Reidel, Boston 1987.